# Imperial Drums

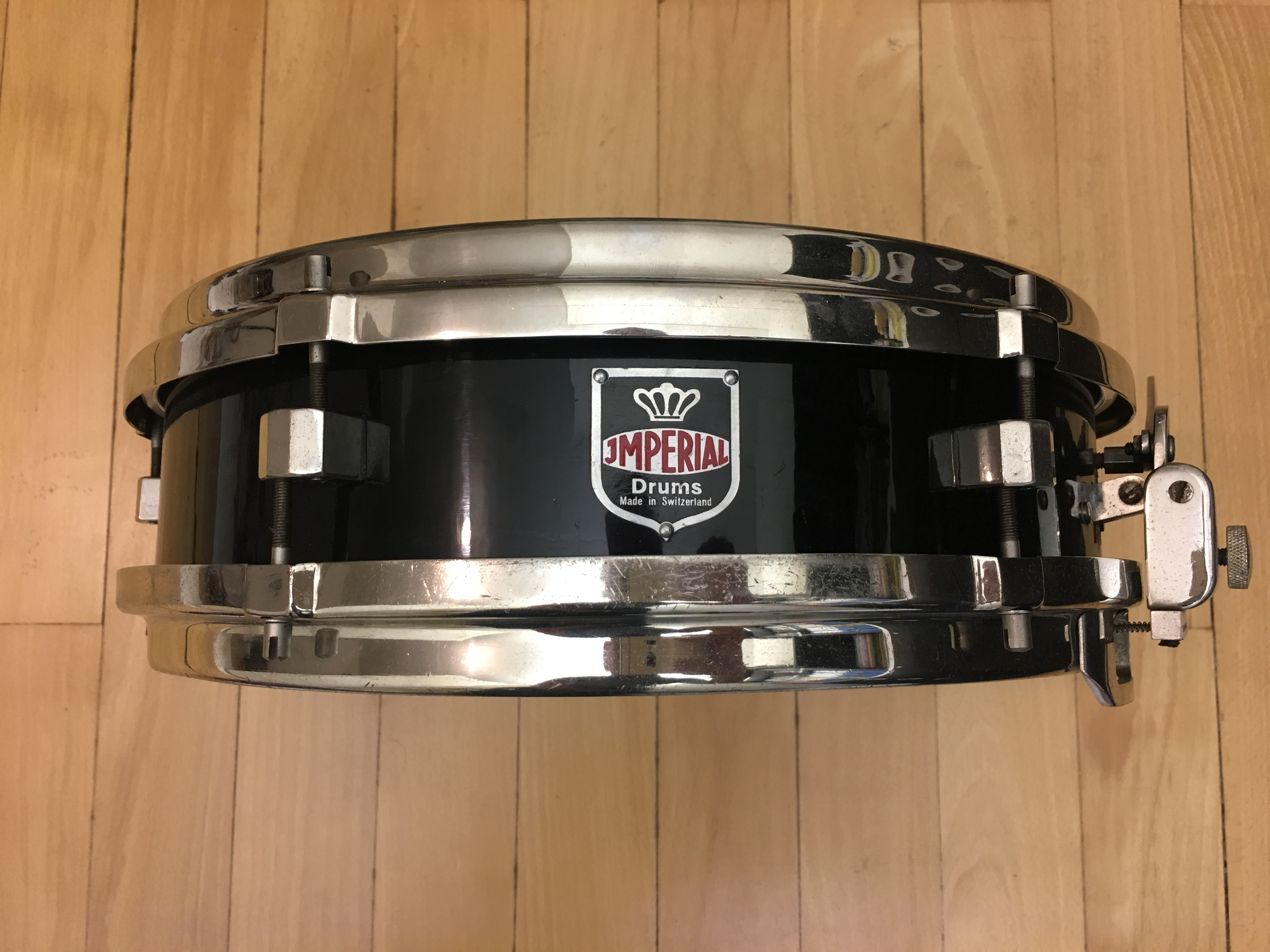
Piccolo Snare mit Durchmesser 10 × 4" von Imperial Drums.

Imperial Drums ist ein schweizerisches Unternehmen zur Herstellung von Perkussionsinstrumenten und Schlagzeugfellen.

## Geschichte
Oscar Bauer begann 1941 mit der Fabrikation von Schlagzeugen und Schlagzeugfellen für den Schweizer Markt. Während Trommelfelle bisher vorwiegend aus Tierhäuten, bspw. von Ziegen, gefertigt wurden, entwickelte Oscar Bauer eine Methode, um Schlagzeugfelle aus Kunststoff herzustellen. Er beauftragte für die Umsetzung den Metalldrücker Walter Gassmann, welcher sich in anderen Industriebereichen auskannte, etwa bei Lampen oder Sieben, Folien oder Textilgewebe in Metallreifen zu drücken. Die Methode besteht bis heute darin, eine Membran zwischen einem Vierkantdraht und einem Winkelprofil aus Leichtmetall gemäss einem aus der Metalldrückerei bekannten Verfahrensschritt einzufalzen. Das Verfahren wurde später auch von anderen Herstellern von Schlagzeugfellen übernommen. Gegenüber Tierhäuten boten die Folien-basierten Schlagzeugfelle den Vorteil einer höheren Stimmkonstanz des Perkussionsinstruments.
Bis 1945 wurden Snares aus der Fabrikation von Imperial Drums auch in Holland verkauft, später jedoch durch lokale Produzenten kopiert und unter der Marke Triumph vertrieben.
Bauer führte mehrere Produktlinien von Imperial Schlagzeugen, wie "TRIUMPH", "GRAND LUXE" oder "SWING". Paul "Polly" Guggisberg, Schlagzeuger des Orchesters "Original Teddies" von Teddy Stauffer, war begeistert von der soliden Bauart, des Klangs und Reaktionsfähigkeit der Trommeln und Toms seines Imperial Jazzschlagzeugs. Der Schlagzeuger der Polo Hofer & die Schmetterband, Thomas Wild, spielte mit einem Schlagzeug der Marke Imperial.
Die Schlagzeugfabrikation wurde in den Neunzigerjahren zugunsten der Produktion von Baslertrommeln und Ordonnanztrommeln zurückgestellt. Imperial belieferte die Schweizer Armee über mehrere Jahrzehnte bis kurz vor die Jahrtausendwende mit Militärtrommeln für die Militärtambouren.

## Produkte
Das Unternehmen stellt Perkussionsinstrumente, Schlagzeugfelle sowie Zubehör, bspw. Trommel-Ständer, her. Das Design und die Funktionalität gelten bis heute als Referenz.

### Imperial CADET
Die um 1950 eingeführte Produktserie der Firma für Amateur-Orchester war die Imperial CADET Serie. Die Kessel der Pauke, der kleinen Trommel und des Toms waren aus Sperrholz mit dauerhaftem Zelluloid-Überzug. Standardmässig mit Naturfellen von vorzüglicher Qualität, welche gegen Aufpreis mit "1a Plasticfellen" ausgestattet werden konnten. Die Felle waren einzeln spannbar, durch solide, vernickelte Spanner. Die kleine Trommel (Snare) wies eine Parallel-Saitenabspann-Vorrichtung auf.

### Imperial GALA
Die ebenfalls um 1950 eingeführte und bekannte Produktserie der Firma war die Imperial GALA Serie. Die Kessel waren aus Sperrholz mit dauerhaftem Zelluloid-Überzug, in verschiedenen Farb-Varianten sowie mit Stromlinienspannern mit Innenfederung gefertigt. Trommeln und Toms waren mit Innendämpfern, die kleine Trommel mit Profildruckreifen und Parallel-Staitenabstannvorrichtung ausgestattet. Üblicherweise mitgelieferte Naturfelle konnten gegen Aufpreis mit "1a Plasticfellen", bestellt werden. Metallteile waren verchromt, die Fussmaschine mit Kugellager ausgestattet und die Ständer zusammenlegbar.

### Imperial BROADWAY
Die neueste und modernste Schlagzeug-Garnitur für den anspruchsvollen Berufsmusiker mit hervorragender Ansprache war die Imperial BROADWAY Serie und wies ein damals als unerreicht beschriebenes Klangvolumen auf. Die Kessel waren aus Sperrholz gefertigt mit soliden Zelluloid-Überzügen, wobei Natur- oder Plastikfelle zum Einsatz kamen. Der Innendämpfer bei Trommeln und Tom war halbmondförmig ausgebildet. Die kleine Trommel wies eine Parallel-Saitenabspann-Vorrichtung auf. Alle Metallteile sowie Ständer waren erstklassig verchromt. Die Fussmaschine mit Kugellagern ausgebildet. Diese Garnitur wurde von Hermann Mutschler gespielt, welcher mit dem Erwin Lehn Orchestra unter anderem mit Miles Davis am 18. Dezember 1957 im "Beethoven Saal" in der Liederhalle, Stuttgart konzertierte.

### Baslertrommeln
Baslertrommeln werden bis heute als Seil-bespannte Trommeln ausgebildet. Als Quasistandard hat sich die Baslertrommel mit einem Kesseldurchmesser von Ø41cm etabliert, wobei der Kessel vorzugsweise aus Aluminium von 1 mm Wandstärke ausgebildet ist. Die Druckreifen sind aus Sperrholz gefertigt und sind meist weiss lackiert und schwarz filetiert. Das Textilgewebe, Naturhaut oder die Folie für Schlag- bzw. Saitenfell sind in einen Aluminium-Reifen eingefalzt und lassen sich damit unter Anwendung hoher Spannkraft bespielen, was zu einem typischen Baslertrommel-Klang führt, da mit Schnarrsaiten die erforderliche Klangjustierung erreicht wird. Kessel von Baslertrommeln sind heutzutage oft auch in dünnwandigem Sperrholz ausgebildet.

### Gegenwart
Nach mehrjähriger Aussetzung der Produktion von Schlagzeugen wurde 2019 in Zürich am Drum Festival Switzerland die Neuauflage einer Vintage Snare mit der für Imperial Drums typischen Parallel-Saitenabspann-Vorrichtung vorgestellt.